# 二酸化炭素泉
二酸化炭素泉（にさんかたんそせん）は、掲示用泉質名に基づく温泉の泉質の分類の一種である。療養泉に分類される。

## 概要

炭酸水の入ったグラス

お湯1キログラム中に遊離炭酸（二酸化炭素）を1,000ミリグラム以上含む温泉や鉱泉を指す（鉱泉分析法指針、なお1,000ミリグラム未満の場合は療養泉として認められないが、250ミリグラム以上あれば温泉としては認められる）。普通のお湯に比べ2℃から3℃入浴体感温度が上がるため、入浴適温は37.5℃とされている。旧泉質名は単純炭酸泉であり、今日でも「炭酸泉」という名称が多用されている。また、俗称として「ラムネの湯」とも一部で呼ばれている。
炭酸ガスは水温が高いほど水に溶けにくくなる。水温ごとの飽和溶解度(ヘンリーの法則)は以下の通りである。
37.5℃ - 約1,350mg/リットル(適温)
40℃ - 約1,050mg/リットル
したがって、炭酸ガス濃度は泉温によって大きく異なることになる。また、炭酸ガスの泡が付着する温泉と、炭酸や炭酸水素イオンとして存在しているために泡が視認できない温泉がある。
その付着量に関しては泉源により差が見られる。ただし、この事と炭酸ガスの実際の溶け込み量や、効能との関係などについて、一概に言えない。なお、炭酸ガスを多く含有していたとしても、それが純粋な二酸化炭素泉（単純二酸化炭素泉）とは限らず、天然の温泉では泉質上、日本では炭酸水素塩泉や含鉄泉に分類される場合もある。また、含鉄泉の場合には赤褐色を呈する場合も多い。さらに、二酸化炭素泉と炭酸水素塩泉の泉質を併せ持つ場合もある。

## 新旧泉質名
新旧泉質名では、以下に分類される。
| 旧泉質名   | 新泉質名         | 略記泉質名 |
| ---------- | ---------------- | ---------- |
| 単純炭酸泉 | 単純二酸化炭素泉 | 単純CO2泉  |

## 効能
以下の効能はその効果を万人に保証するわけではないものの、泉質に基づく効能として、以下が挙げられる。

### 浴用
一般的適応症の他に、高血圧症、動脈硬化症、切り傷、やけど。

### 飲用
慢性消化器病、慢性便秘。

## 天然の二酸化炭素泉

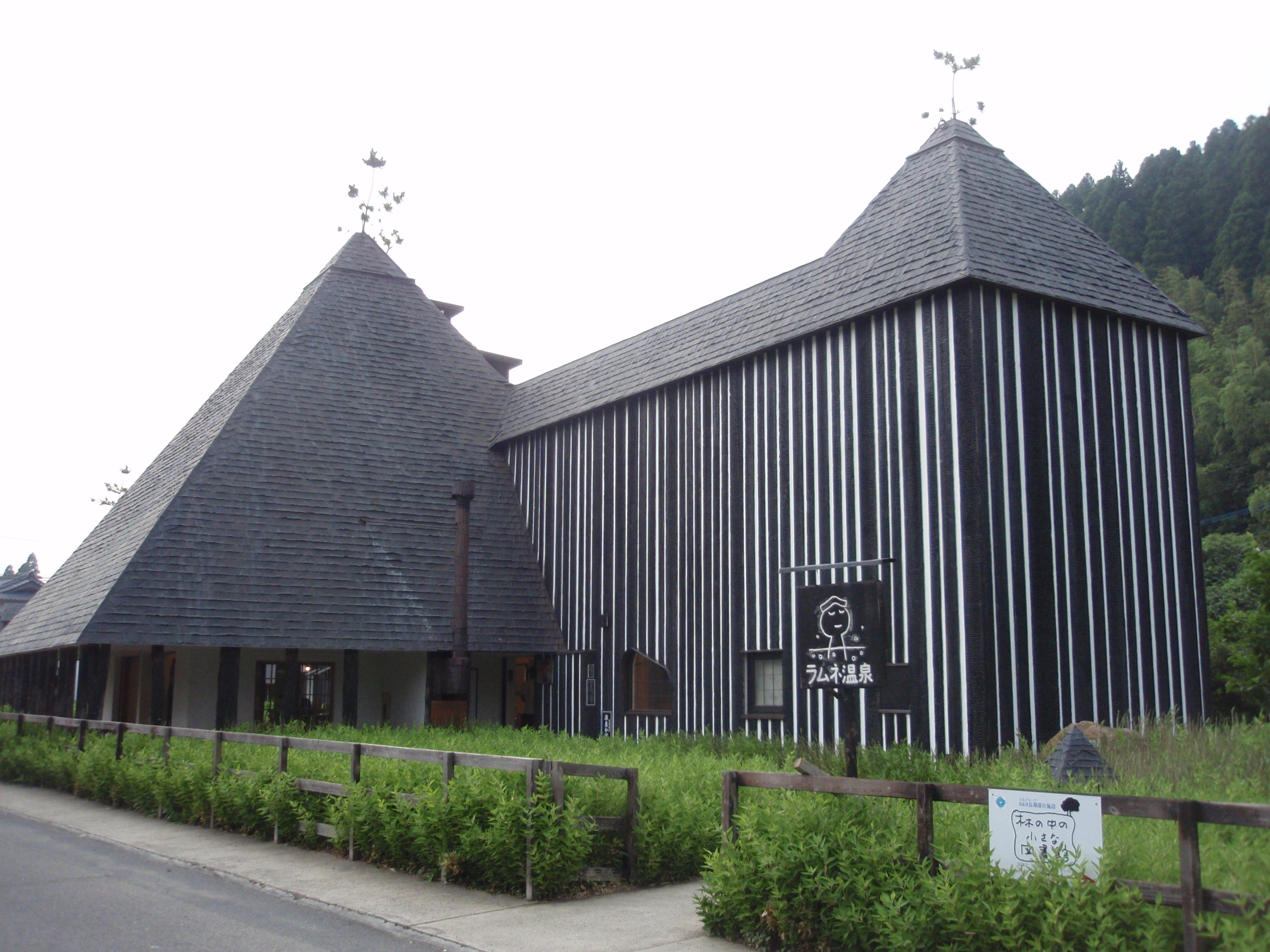
ラムネ温泉館（長湯温泉）

二酸化炭素泉とは、炭酸ガスの濃度が高い温泉のことで、世界でも稀有な湯である。ラムネ温泉館がある、長湯温泉エリアは天然の二酸化炭素泉が豊富に湧出する。
日本では天然の二酸化炭素泉が、そう多くない。さらに、炭酸水素ナトリウムや食塩などを含まない純粋な二酸化炭素泉となるとさらに数が限られるが、大分県の白水鉱泉は、ほぼ炭酸成分のみの単純二酸化炭素泉である。また同じく大分県の長湯温泉は、単純二酸化炭素泉と炭酸水素塩泉の2系統の炭酸含有泉の泉源を持つ。
二酸化炭素泉が日本に少ない理由は、火山活動が活発で泉温が高く、二酸化炭素が溶け込みにくいからとされる。日本国外ではヨーロッパ、特にドイツで二酸化炭素泉が多く湧出しており、バーデン＝バーデンやバート・ナウハイムといった温泉地が知られている。

### 日本の代表的な温泉
- 長湯温泉[5]（大分県）
- 船小屋温泉[5]（福岡県）

## 人工の二酸化炭素泉
ガスボンベに充填された二酸化炭素を利用して、人工的に二酸化炭素泉を作る事も可能である。例えば、1,000 ppm（=湯1リットル当たり炭酸ガス1 g）以上の遊離炭酸を、お湯に含有させる装置を三菱レイヨングループが1997年に開発した。2014年には、岩手県の中小企業が飽和最高濃度1,300ppmを瞬間的にお湯に含有させる装置を開発した。このような装置の導入により「人工炭酸泉」を目玉とするスーパー銭湯などの施設も出てきた。高濃度炭酸泉治療による血液循環の改善や足浴による末梢動脈疾患（PAD）患者の 下肢切断率の低下や予後改善の報告がされている。研究団体として「人工炭酸泉研究会」（英語：The Society of Carbon Dioxide Balneotherapy）がある。
また、発泡する家庭用入浴剤は二酸化炭素を湯の中で放出し、湯に二酸化炭素を溶け込ませるので、人工の二酸化炭素泉に類する状態が得られる。入浴剤メーカーでは、微量の硫黄、塩、その他の物質を同時に製剤し、有名な温泉名（たとえば草津の湯など）を商品名としてマーケティングしている。